# Réserve naturelle provinciale Ouimet Canyon
La réserve naturelle provinciale Ouimet Canyon (anglais : Ouimet Canyon Provincial Nature Reserve) est une réserve naturelle de l'Ontario situé dans le district de Thunder Bay.